# Asplenium cuneifolium
Asplenium cuneifolium är en svartbräkenväxtart. Asplenium cuneifolium ingår i släktet Asplenium och familjen Aspleniaceae.

## Underarter
Arten delas in i följande underarter:
- A. c. cuneifolium
- A. c. dacicum

## Bildgalleri

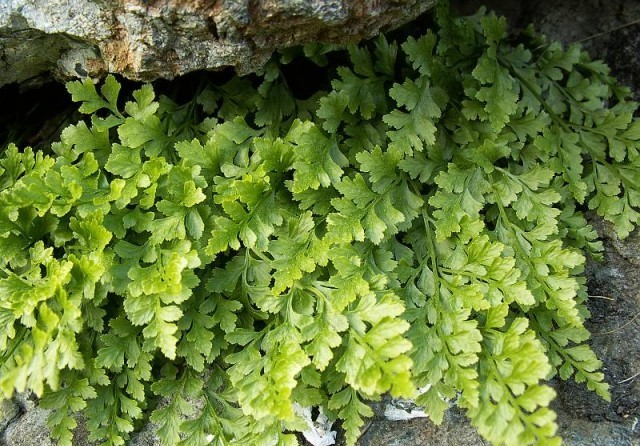
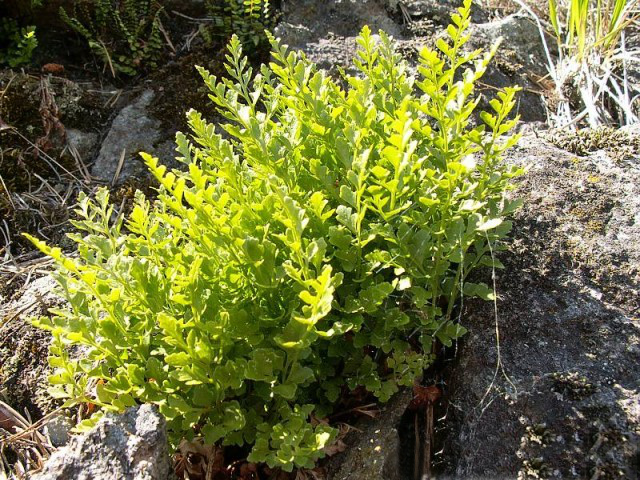